# Break (Tennis)
Im Tennis bezeichnet ein Break den Gewinn eines Aufschlagspiels des Gegners. Der englische Ausdruck „break“ bedeutet „durchbrechen“, man es also  geschafft hat, trotz des Aufschlagvorteils des Gegners, ein Spiel (game) zu gewinnen.

## Beschreibung
Der Rückschläger ist in einer passiven Situation, denn er kann nur auf den Aufschlag reagieren. Steht es etwa 30:40 beim Aufschlag von Spieler A, dann gibt es einen Breakball, was bedeutet, dass Spieler B bei einem weiteren Punktgewinn dieses Spiel für sich entscheiden kann. Es käme zum Aufschlagsverlust. Ein Break kann das Momentum zugunsten des Spielers verschieben, dem das Break gelungen ist und kann den Gegner zusätzlich unter Druck setzen. Ein einzelnes Break würde ausreichen, um einen Satz für sich zu entscheiden, beispielsweise mit dem Ergebnis eines Satzes von 6:4, wenn man alle seine eigenen Aufschlagspiele gewinnen konnte.
Der Breakball ist für die Entwicklung des Spiels von großer Bedeutung. Man bezeichnet eine solche Situation auch als „Big Point“, als eine wichtige Spielsituation, die natürlich abhängig vom Spielstand ist. Der Breakball ist immer dann gegeben, wenn man nur noch einen Punkt zum Spielgewinn braucht. Aus Sicht des Aufschlägers ist dies bei 0:40, 15:40, 30:40 der Fall und auch bei „Vorteil Rückschläger“.

## Ursachen eines Aufschlagverlusts
- Schwacher erster Aufschlag
- Den Aufschlag gut antizipierender Returnspieler
- Mangelnde Variabilität beim Aufschlag
- Mentale Schwäche bei Big Points, den wichtigen Punkten
- Ungünstige körperliche Verfassung, Ermüdung

Je nach Tennisplatzbelag (Rasenplatz, Hartplatz,  Sandplatz) springt der Tennisball unterschiedlich schnell ab, was die Quote möglicher Breaks beeinflusst. Das Break hat insbesondere im Profitennis eine besondere Bedeutung.
„Breakback“ oder „Rebreak“ bedeutet, dass man als retournierender Spieler oder Team ein Spiel gewinnt, unmittelbar nachdem man das vorherige Spiel als aufschlagender Spieler oder Team verloren hat. Man konnte demnach das verlorene Aufschlagspiel wieder ausgleichen. 

## Tie-Break
Das Break ist nicht mit dem Tie-Break zu verwechseln, einer besonderen Zählweise, um in einem bislang unentschiedenen Satz beim Stand von 6:6 eine Entscheidung herbeizuführen. In einem Tie-Break  spricht man von einem „Mini-Break“, wenn der Rückschläger beim Aufschlag seines Gegners einen Punkt erzielt. Das Mini-Break kann Satzentscheidend sein. Gleiches gilt beim Match-Tie-Break.